# Leucophaeus
Leucophaeus es un género de aves Charadriiformes de la familia Laridae que incluye cuatro especies de gaviotas antes clasificadas en el género Larus.

## Especies
El género Leucophaeus incluye cuatro especies:
- Leucophaeus scoresbii - Gaviota austral o Dolphin
- Leucophaeus modestus - Gaviota garuma
- Leucophaeus atricilla - Gaviota reidora americana
- Leucophaeus pipixcan - Gaviota de Franklin o gaviota chica